# إبراهيم فراجي
إبراهيم فراجي (من مواليد 4 سبتمبر 1987)، لاعب كرة قدم سابق لعب كظهير على جانبي الملعب، وكلاعب خط وسط دفاعي. ولد في فرنسا، ومثل الجزائر على المستوى الدولي.

## مسيرته الرياضية

### مع الأندية
لعب فراجي مع بريست في الدوري الفرنسي الدرجة الثانية حتى مايو 2014 عندما انتهى عقده مع النادي دون تجديده.

### المسيرة الدولية
في 14 مايو 2011، استدعي فراجي للعب مع المنتخب الجزائري لأول مرة للمشاركة في تصفيات كأس الأمم الأفريقية 2012 ضد المغرب.

## روابط خارجية
- إبراهيم فراجي على موقع قاعدة بيانات كرة القدم.إي يو (الإنجليزية)
- إبراهيم فراجي على موقع Soccerway.com (الإنجليزية)
- إبراهيم فراجي على موقع AS.com (الإسبانية)